# 拉包凯策尔
拉包凯策尔（匈牙利語：Rábakecöl），是匈牙利杰尔-莫雄-肖普朗州所辖的一个村。总面积23.03平方公里，总人口686，人口密度29.8人/平方公里（2011年1月1日）。